# Гребень Олег Романович
Оле́г Рома́нович Гре́бень( 29 січня 1994, Тернопіль) — український стронґмен, 2-вох кратний чемпіон України з жиму лежачи, 3-ох кратний призер всеукраїнських змагань з кік-боксу. Майстер спорту України.

## Життєпис
Народився 29 січня 1994 року в місті Тернопіль.
У 8 років він почав займатися кікбоксінгом.
Закінчив 11 класів Тернопільської середньої школи в 2012 році. Закінчивши 11-ий клас вступив в ТНПУ на факультет фізичного виховання в місті Тернопіль.
2 роки працює тренером з важкої атлетики в спортивному товаристві.
З 2003 по 2008 рік займався кікбоксингом.
У 2007 році виконав нормативи Майстра Спорту з кікбоксингу.
З 2009 займається важкою атлетикою.
У 2013 році виконав нормативи Майстра Спорту з жиму лежачи.
У 2013 році став третім у змаганнях за звання «Найсильніший у Центральній Європі». У змаганнях суперсерії IFSA (Міжнародної федерації найсильніших атлетів світу), був п'ятим.

## Параметри
| Зріст         | 176 см |
| Вага          | 70 кг  |
| Розмір взуття | 45     |
| Стегно        | 54 см  |
| Литка         | 37 см  |
| Пояс          | 78 см  |
| Грудина       | 104 см |
| Шия           | 37 см  |
| Біцепс        | 44 см  |
| Передпліччя   | 31 см  |

## Спортивні показники
| Жим                       | 155 кг      |
| Присяд                    | 180 кг х 4; |
| Тяга                      | 180 кг      |
| Стрибок у довжину з місця | 288 см      |
| Біг 100 м                 | 11,5с       |